# Litíč
Litíč (en allemand : Littitsch) est une commune du district de Trutnov, dans la région de Hradec Králové, en République tchèque. Sa population s'élevait à 180 habitants en 2020.

## Géographie
Litíč se trouve à 7 km au sud-sud-est de Dvůr Králové nad Labem, à 22 km au sud de Trutnov, à 19 km au nord de Hradec Králové et à 106 km à l'est-nord-est de Prague.
La commune est limitée par Hřibojedy au nord-ouest, par Kuks au nord-est et à l'est, par Zaloňov et Velichovky au sud, et par Dubenec à l'ouest.

## Histoire
La première mention écrite de la localité date de 1530.